# Vicente Estavillo
Vicente Estavillo, vollständiger Name Vicente Alfredo Estavillo, (* 17. Mai 1955) ist ein ehemaliger uruguayischer Fußballspieler und Trainer.

## Spielerkarriere

### Verein
Mittelfeld- bzw. Offensivakteur Estavillo, der auch unter dem Namen Vince Estavilio geführt wird, soll in den Jahren 1973 bis 1976 dem Club Atlético Peñarol angehört haben. Andere Quellen verorten ihn im Jahr 1977 bei Peñarol. Er wird in jenen Jahren allerdings weder als der Stammformation zugehörig geführt, noch taucht sein Name in Kaderübersichten der in der Primera División spielenden Ersten Mannschaft der "Aurinegros" auf. Von 1976 bis 1979 war er für die Montevideo Wanderers in der Primera División aktiv. In den Spielzeiten 1981/82 und 1982/83 stand er bei Olympiakos Piräus in Griechenland unter Vertrag. In diesem Zeitraum absolvierte er 40 Ligapartien und schoss zwei Tore. Sein Verein gewann in beiden Spielzeiten die Griechische Meisterschaft. In der Saison 1983/84 spielte er bei PAS Giannina. Die Einsatzstatistik weist elf Begegnungen mit seiner Beteiligung und einen Treffer für ihn aus. 1984 wird er als Spieler Nacional Montevideos geführt. Bei den "Bolsos", denen er sich in jenem Jahr in der Transferperiode vor dem Torneo Colombes angeschlossen hatte, kam er jedoch in keinem Spiel zum Einsatz. Seine Verpflichtung durch die Montevideaner wird als kompletter Misserfolg gewertet. 1985 stand er in Reihen des unterklassigen uruguayischen Klubs Auburn. 1986 und 1987 war der Sydney Olympic FC in Australien sein Arbeitgeber.
Zudem wird – ohne exakte zeitliche Einordnung, aber jedenfalls vor seinem Engagement bei Nacional Montevideo gelegen – über eine Karrierestation bei Bella Vista berichtet.

### Nationalmannschaft
Estavillo gehörte 1975 dem uruguayischen Aufgebots bei den Panamerikanischen Spielen an. Uruguay schied in der Vorrunde aus. Estavillo lief im Turnier mindestens in der 1:1-Unentschieden endenden Partie gegen Kuba am 13. Oktober 1975 auf, als er für Ruben Umpiérrez eingewechselt wurde.

### Erfolge
- Griechischer Meister: 1981/82, 1982/83

## Trainertätigkeit
Nach der Karriere schlug er eine Laufbahn als Trainer ein. Als solcher wirkte er in der Saison 1994/95 bei Sydney Olympic und 2003 bei den Stanmore Hawks. Im Dezember 2007 übernahm er von Gustavo Lucas das Traineramt beim Cerro Largo FC. Seit dem 12. Dezember 2011 war er an der Seite von Cheftrainer Alfredo Arias als Co-Trainer bei den Montevideo Wanderers tätig. Am 12. Juli 2014 vermeldeten die Montevideo Wanderers seine Rückkehr zum Klub in der zukünftigen Funktion als Jugendkoordinator.